# Boyzone
Boyzone je irska muška glazbena grupa (eng. boy band). Najpoznatiji sastav grupe činili su: Keith Duffy, Stephen Gately, Mikey Graham, Ronan Keating i Shane Lynch.
Okupili su se 1993. uz pomoć Louisa Walsha, koji je bio menadžer i Johnnyju Loganu i Westlife-u. Djelovali su do 2000. godine. Boyzone se ponovno okupio 2007. godine, izvorno s namjerom samo, da odu na turneju, ali su nastavili djelovati. Stephen Gately umro je nenadano od edema pluća 2009. godine. Do danas su objavili 4 studijska albuma i 5 kompilacijskih albuma.
Boyzone je imao 19 singlova u top 40 britanske glazbene ljestvice i 21 singl na irskim ljestvicama. Grupa je imala 6 pjesama na broju 1. glazbene ljestvice Ujedinjenog Kraljevstva i 9 pjesama na broju 1. u Irskoj. Boyzone je jedna od najuspješnijih glazbenih grupa u Irskoj i Velikoj Britaniji. Ukupno su imali 19 pjesama u top 5 ljestvici pjesama u Irskoj (Irish Singles Chart), te 5 albuma na broju 1., s oko 20 milijuna prodanih albuma do 2010. širom svijeta. 

## Diskografija

### Albumi
- "Said and Done", 1994.
- "A Different Beat", 1996.
- "Where We Belong", 1998.
- "Brother", 2010.

### Kompilacije
- "By Request", 1999.
- Ballads - The Love Song Collection", 2003.
- "Key to My Life: Collection", 2006.
- "Back Again... No Matter What", 2008.
- "B-Sides & Rarities", 2008.